# Феріде Рушіті

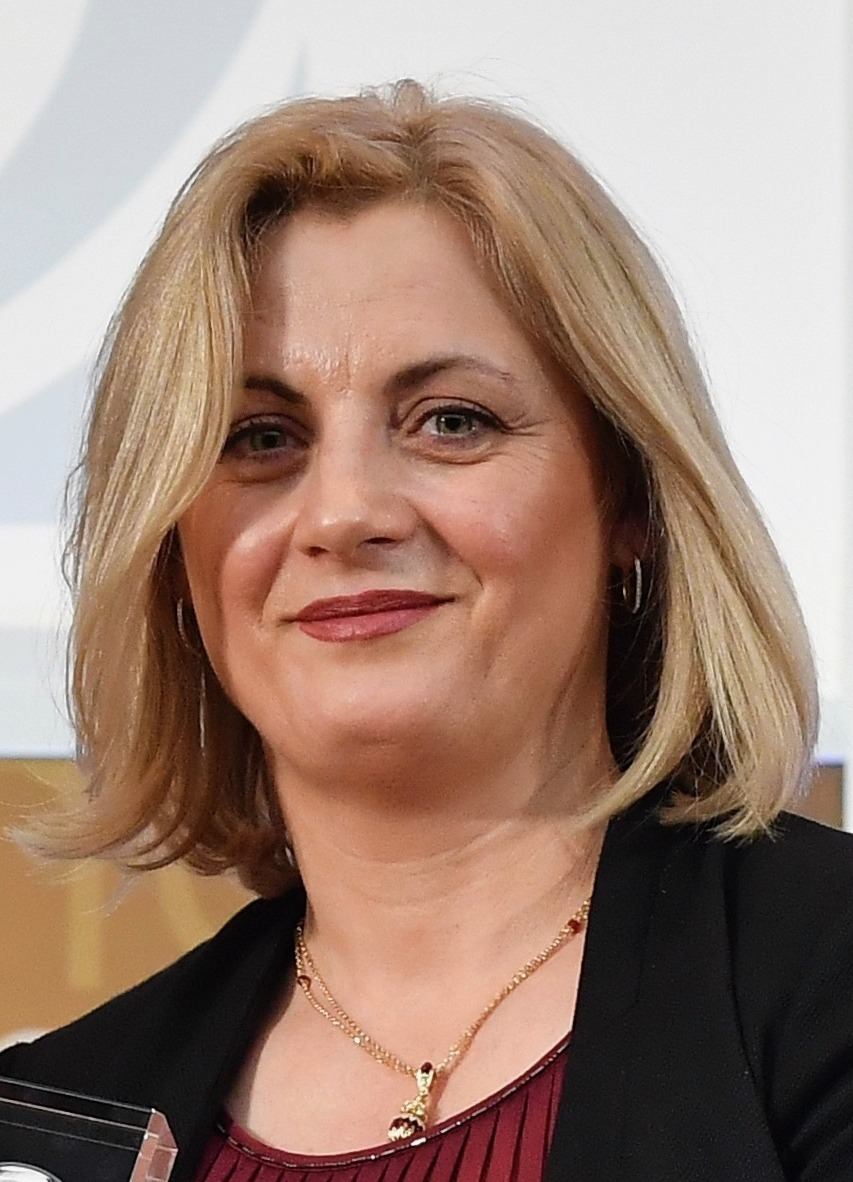

Феріде Рушіті — косовська активістка, директорка Косовського центру реабілітації жертв катувань (англ. Kosovo Center for the Rehabilitation of Torture Survivors, QKRMT) і одна з піонерів-правозахисниць у Косово. 23 березня 2018 року Рушіті отримала від першої леді США Меланії Трамп Міжнародну жіночу нагороду за відвагу від Державного секретаря США.
Вона закінчила навчання на медичному факультеті в Тирані, Албанія, у 1997 році, де отримала спеціалізацію з гастроентерології.
Після війни в Косово 1998—1999 рр. Рушіті мобілізувала команду з 45 медичних працівників з Косова для післявоєнних репатріантів і тих, хто пережив тортури.
Жінки-активістки, серед яких була Феріде Рушіті, витратили більше ніж 10 років для того, щоб, ті, хто вижив, отримали право на компенсацію як жертви війни. Вона звернулася до Бедрі Хамзи, міністру фінансів, коли з'явилися чутки, що компенсація буде низькою. Формування списків почалося у лютому 2018 року. Ті, хто пережив зґвалтування під час війни, будуть отримувати 280 доларів щомісячної компенсації.